# Kazimierz Becker
Kazimierz Becker (ur. 16 listopada 1895 w Cieślach, zm. 9 sierpnia 1949 w Poznaniu) – polski wojskowy, saper.

## Życiorys
Pochodził z wielodzietnej rodziny rolniczej. Jego rodzicami byli Wojciech i Stanisława z domu Dawid. Ukończył szkołę powszechną i zajął się pomocą rodzicom w gospodarstwie, a potem przeprowadził się do Westfalii, gdzie pracował w fabryce na terenie Recklinghausen. W 1916 powołano go do marynarki niemieckiej – służył na okręcie podwodnym (Morze Północne), a potem w 2. Batalionie Pionierów II Dywizji Morskiej we Flandrii. 20 listopada zbiegł ze szpitala marynarki wojennej w Hamburgu, przedostał się do Polski i niecałkowicie jeszcze wyleczony wstąpił 15 września 1919 do II Batalionu Saperów Wielkopolskich w Poznaniu. Odbył też w 1919 sześciomiesięczny kurs podoficerski dla saperów w Warszawie, który ukończył w stopniu kaprala. Wykazał się potem męstwem w walkach z bolszewikami, za co odznaczono go Krzyżem Walecznych. Dalsza jego kariera przedstawiała się następująco:
- szkolenie rekrutów w 7 Pułku Saperów Wielkopolskich,
- styczeń 1921 i potem: mianowanie podoficerem zawodowym, kurs w Centralnej Szkole Karabinów Maszynowych w Chełmnie, awans na plutonowego,
- od 10 października 1924: prowadzenie Strzeleckiej Szkoły Pułku w Poznaniu,
- 1924–1931: ukończenie kursów fortyfikacji w Osowcu i Modlinie,
- od 11 października 1924: na stanowisku wałmistrza w Poznaniu (Szefostwo Fortyfikacji),
- 1 grudnia 1935: mianowanie urzędnikiem państwowym i objęcie stanowiska starszego rejestratora w Wojskowym Sądzie Rejonowym w Poznaniu[1].

We wrześniu 1939 ewakuowany został (wraz z całym sądem) do Warszawy. Został tu ranny 10 września 1939 i dostał się do niemieckiej niewoli. W październiku 1939 powrócił do Poznania. Od 10 stycznia 1940 do 15 stycznia 1945 pracował w Deutsche Waffen- und Munitionsfabrik (HCP) jako szlifierz i nastawiacz maszyn. Od 16 marca 1945 do końca życia pracował w Zakładach Siły, Światła i Wody  jako dowódca plutonu Straży Ochronnej. Został pochowany w pobliżu swego miejsca pracy (cmentarz Bożego Ciała), co było zgodne z jego wolą. 

## Rodzina
W 1923 ożenił się ze Stanisławą z domu Grocholewską (1905–1971), z którą miał piątkę dzieci: Urszulę (1923–2011), Zbigniewa (1924–1984), Adelę (1926–1992), Zofię (ur. 1932) i Włodzimierza (ur. 1942).

## Odznaczenia
Odznaczono go m.in.:
- dwukrotnie Krzyżem Walecznych,
- Medalem Pamiątkowym za Wojnę 1918–1921,
- Medalem Dziesięciolecia Odzyskanej Niepodległości[1].